# デイトナ・プロトタイプ・インターナショナル

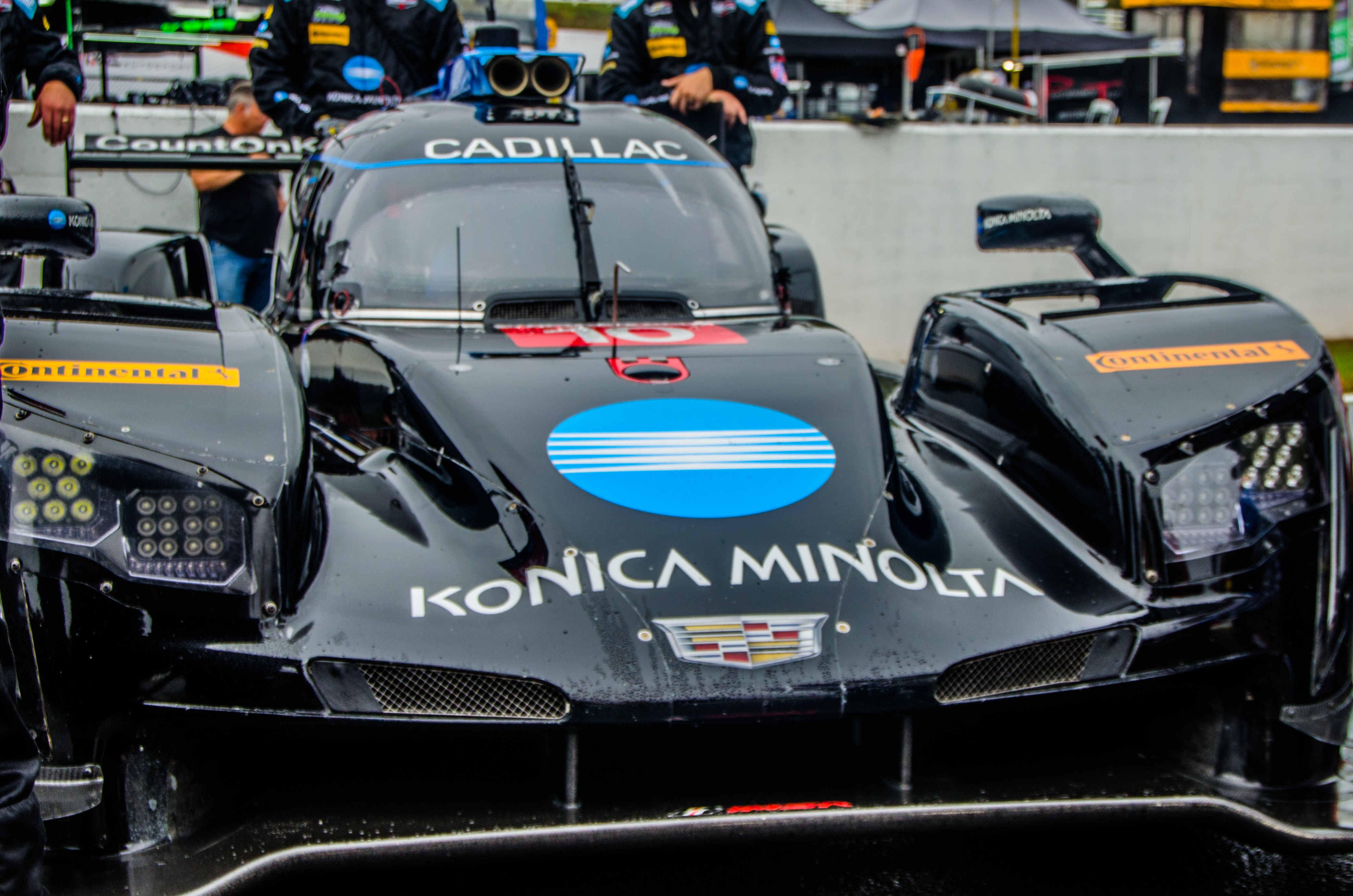
キャデラック・DPi-V.R

デイトナ・プロトタイプ・インターナショナル (Daytona Prototype International, DPi) は、2017年から国際モータースポーツ協会がIMSAスポーツカー選手権に参加できる競技用スポーツカーとして規定している類型の一つである。

## 概要
国際モータースポーツ協会 (International Motor Sports Association, 以下、IMSA) が、デイトナ・プロトタイプ・インターナショナル (以下、DPi) として承認 (ホモロゲーション) している車両を指す。国際モータースポーツ競技規則 (国際スポーツ法典) 付則J項ではグループE部門IIのSCとされる。
米国においてル・マン地域シリーズの上位シリーズに該当するIMSAスポーツカー選手権 (以下、選手権) を主管しているIMSAが、選手権へ量産自動車製造者の参入を促すべく、国際自動車連盟とフランス西部自動車クラブとの三者協議の上、2017年から導入したスポーツカーの類型である。同種で既存のデイトナ・プロトタイプ (Daytona Prototype, DP) はDPiと入れ替わり、2016年をもって廃止された。
量産自動車製造者が「ル・マン」プロトタイプ2 ("Le Mans" Prototype 2, 以下、LMP2) を基に、エンジンとボディパネルを独自開発したもので、IMSAはこれを選手権で最も高性能なクラスと位置付けている。競技運用も製造者自らチーム編成してあたることができる。2018年まではLMP2と同じプロトタイプ (P) クラスであったため、LMP2に対する優位性を考慮し二者間での性能調整が図られていたが、2019年からクラスが分けられた。またLMP2とは異なり製造者賞典の対象でもある。
導入年度からゼネラルモーターズ、日産自動車、マツダが参加しており、2年目から本田技研工業が加わった。
2023年からはル・マン・デイトナ・hへと移行されることになった。

## 車両
基本的に「ル・マン」プロトタイプ2 (以下、LMP2) に準拠している。

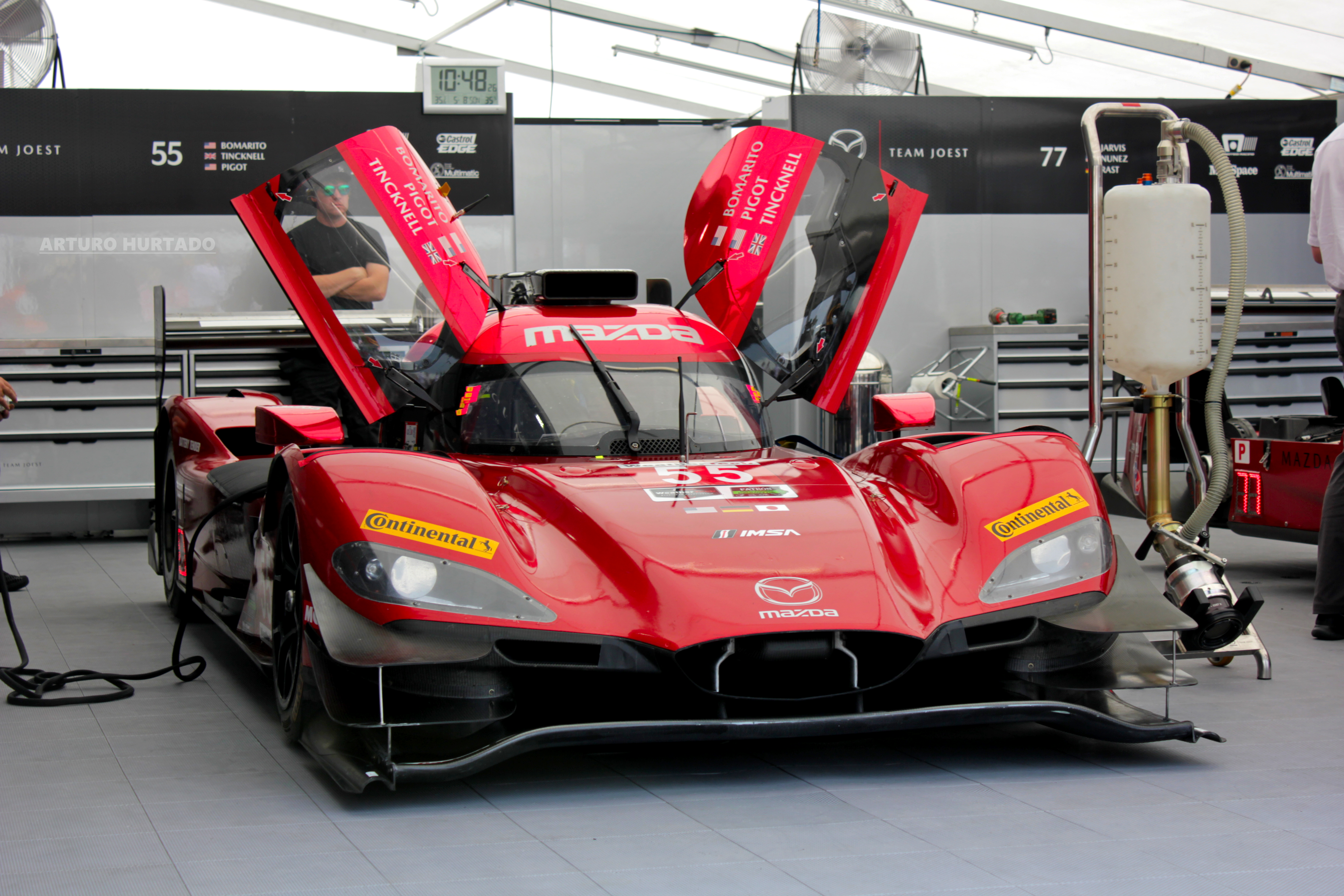
自社乗用車と同一概念で造形されたマツダDPi車両のノーズ部

原則としてシャシは国際自動車連盟とフランス西部自動車クラブが共同承認 (ホモロゲーション) しているLMP2(マニュファクチャラーも4社に限定され、フランスのオンローク・オートモーティブとオレカ、イタリアのダラーラといったヨーロッパ系の3社に、アメリカのライリー・テクノロジーズとカナダのマルチマティック社による北米系の合弁プロジェクトを加えた4大マニュファクチャラー体制となる)を何も手を加えず用いなければならないが、フロアパンより上のボディ造形は車室を構成する中央部分とリアウイングを除いてほぼ全面変更が可能であり、量産自動車製造者は自社の乗用車と共通性のあるフェイスデザインで特徴づけなければならない。ただしグランドツーリングクラスで承認されている自社の車両と同じ造形にすることはできない。
エンジンは量産自動車製造者がターボチャージャーなどの過給器付も含めて自由に選定でき、制御装置 (ECU) も同様である。最高出力は各社LMP2と同等の約600英馬力 (447キロワット) かそれ以上と公称している。燃料はVPレーシングフューエルズが供給するバイオマスエタノールを20パーセント混合したIMSA指定のガソリンである。
タイヤは2019年度からミシュランが独占供給者となっている。
※この他は「ル・マン」プロトタイプと同「ル・マン」プロトタイプ2を参照のこと。
| 製造者             | 車名                  | 画像 | シャシー                          | 参戦年          |
| ------------------ | --------------------- | ---- | --------------------------------- | --------------- |
| 本田技研工業       | アキュラ・ARX-05      |      | オレカ・07                        | 2018年 - 2022年 |
| ゼネラルモータース | キャデラック・DPi-V.R |      | ダラーラ・P217                    | 2017年 - 2022年 |
| マツダ             | マツダ・RT24-P        |      | ライリー-マルチマティック・Mk.XXX | 2017年 - 2021年 |
| 日産自動車         | リジェ・日産 DPi      |      | リジェ・JS P217                   | 2017年 - 2019年 |